# Tênis de mesa nos Jogos Asiáticos da Juventude de 2009
As competições de tênis de mesa nos Jogos Asiáticos da Juventude de 2009 ocorreram entre 1 e 6 de julho. Quatro eventos foram disputados.

## Calendário
| Junho/Julho   | 20 | 22 | 24 | 27 | 29 | 30 | 1 | 2 | 3 | 4 | 5 | 6 | 7 | Finais |
| ------------- | -- | -- | -- | -- | -- | -- | - | - | - | - | - | - | - | ------ |
| Tênis de mesa |    |    |    |    |    |    |   |   |   | 1 |   | 3 |   | 4      |

## Quadro de medalhas
| Ordem | País            | Medalha de ouro | Medalha de prata | Medalha de bronze |    |
| ----- | --------------- | --------------- | ---------------- | ----------------- | -- |
| 1     | China           | 4               | 3                |                   | 7  |
| 2     | Coreia do Norte |                 | 1                | 1                 | 2  |
| 3     | Japão           |                 |                  | 3                 | 3  |
| 4     | Coreia do Sul   |                 |                  | 2                 | 2  |
| 5     | Singapura       |                 |                  | 1                 | 1  |
| 5     | Taipé Chinesa   |                 |                  | 1                 | 1  |
| TOTAL | TOTAL           | 4               | 4                | 8                 | 16 |

## Medalhistas
| Evento                          | Ouro                         | Prata                            | Bronze                                                                     |
| Individual masculino (detalhes) | CHN China Yin Hang           | CHN China Cheng Jingqi           | JPN Japão Niwa Koki KOR Coreia do Sul Kim Donghyun                         |
| Individual feminino (detalhes)  | CHN China Chen Meng          | CHN China Gu Yuting              | JPN Japão Tanioka Ayuka PRK Coreia do Norte Kim Song I                     |
| Duplas mistas (detalhes)        | Yin Hang Gu Yuting CHN China | Cheng Jingqi Chen Meng CHN China | Machi Asuka Suzuki Rika JPN Japão Yang Haeun Suzuki Rika KOR Coreia do Sul |
| Equipes mistas (detalhes)       | CHN China                    | PRK Coreia do Norte              | SIN Singapura TPE Taipé Chinês                                             |